# Działo okrętowe

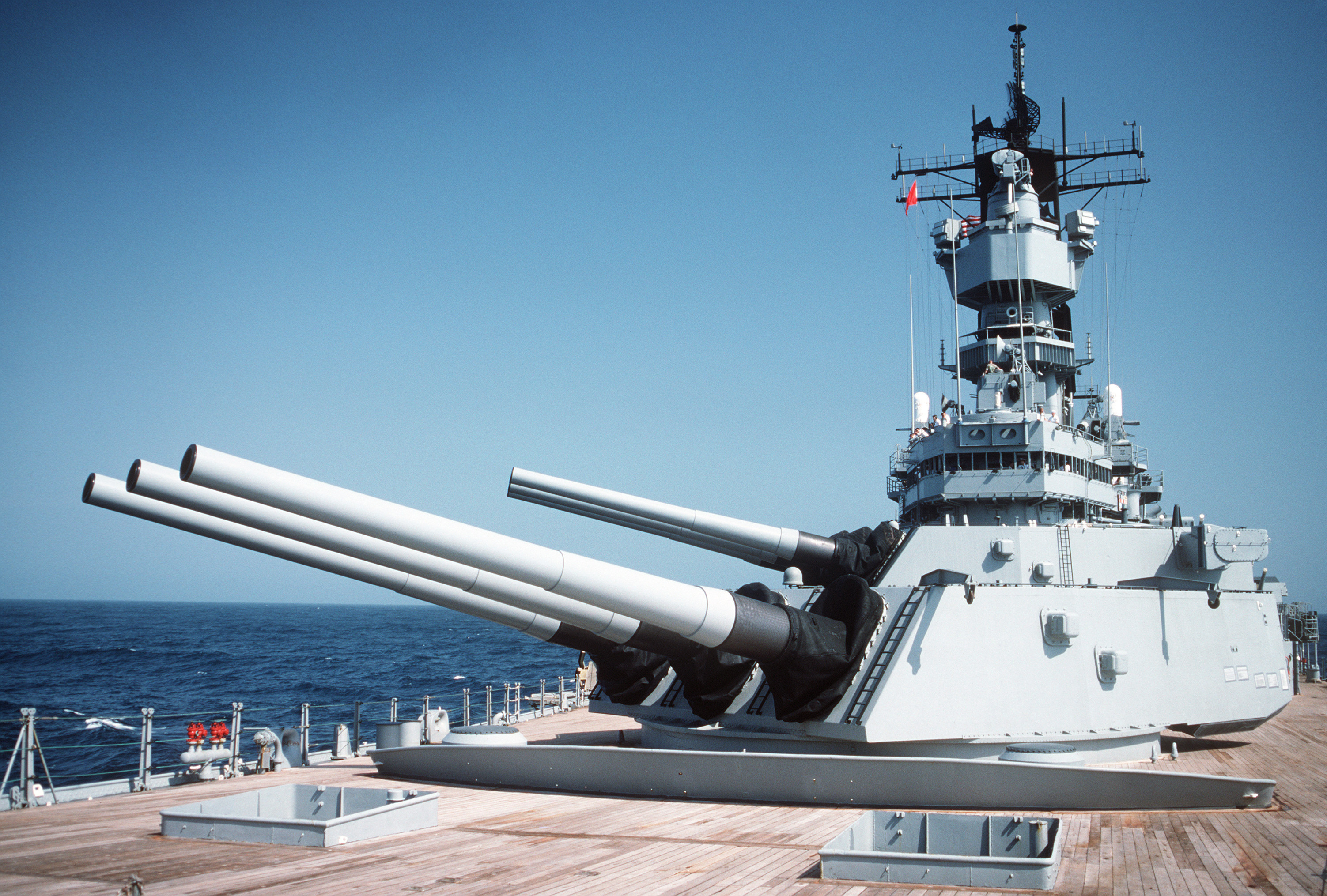
Działa okrętowe Mark 7 na pancerniku USS Iowa (BB-61)

Działo okrętowe – działo stosowane na okręcie. Najczęściej są to konstrukcje zaprojektowane specjalnie w tym celu, ale zdarzają się też działa lądowe przystosowywane do montowania na pokładach. Działa takie mają specjalną podstawę morską. 
Działa okrętowe w dawnych czasach były montowane w ambrazurach, następnie w kazamatach a obecnie w wieżach. Na mniejszych okrętach spotyka się montowanie dział bezpośrednio na pokładzie bez wieży. Takie montowanie występowało na większości okrętów podwodnych.
Kalibry XX-wiecznych dział morskich wynoszą zwykle od 70 mm do 460 mm, zaś morskich dział przeciwlotniczych od 20 mm do 130 mm. Często stosuje się też działa uniwersalne, czyli działa mogące zwalczać cele nawodne (naziemne) i cele powietrzne.
Pierwsze działa okrętowe pojawiły się w okolicach XIV wieku.